# 尚武门
34°16′38″N 108°55′42″E / 34.27727°N 108.92847°E

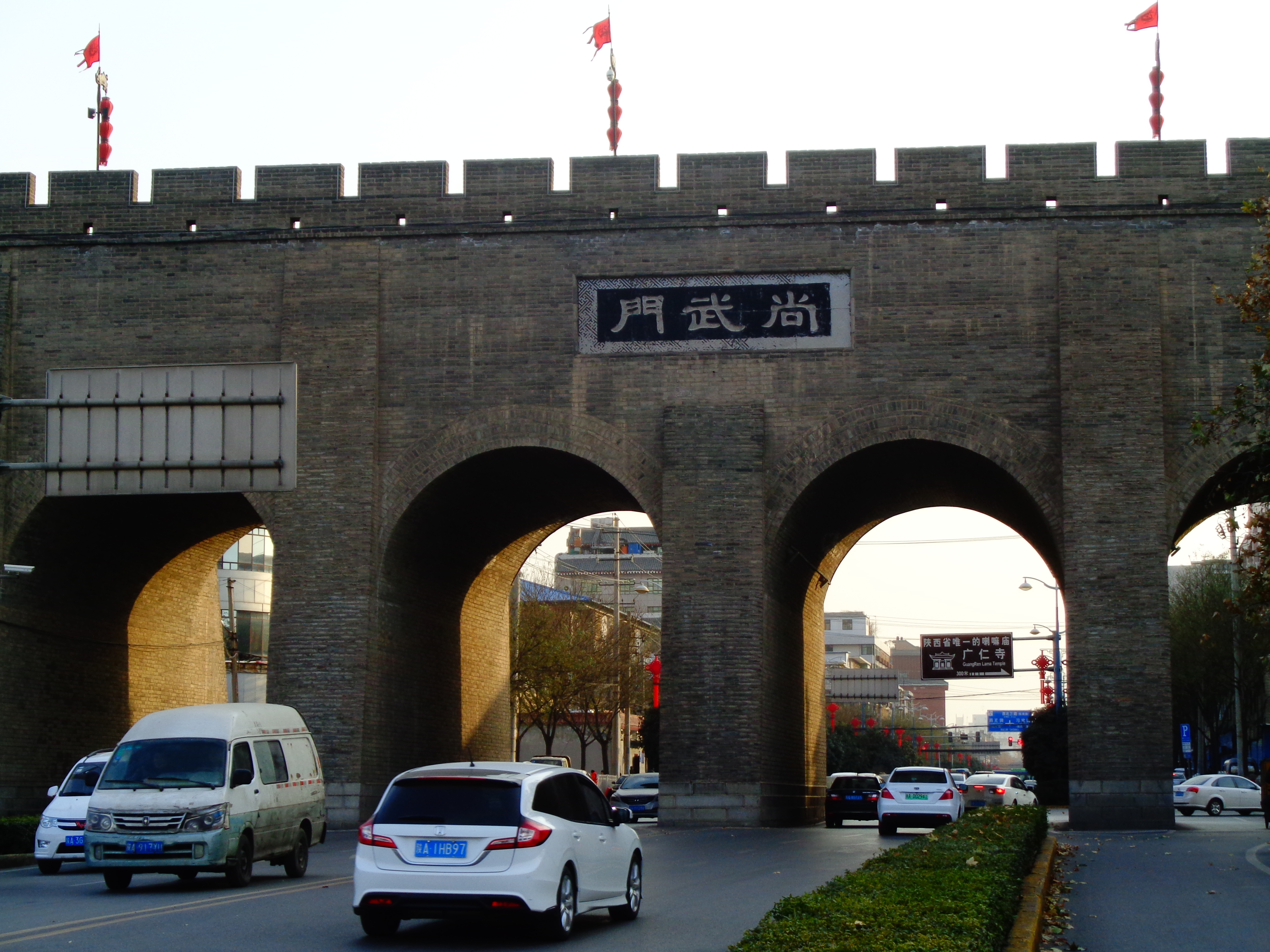
尚武门

尚武门，是西安城墙北侧的一座城门，位于安远门以西，西北三路北端，1939年开辟，1996年重建。因门内西侧为清代习武园，故名“尚武门”。

## 历史
民国28年（1939年）于西北三路北端开辟防空便门。建成之初，曾拟名“西北门”或“怀远门”，未果。
1966年，开为豁口。1996年，修复豁口，砌四券洞。因门内西侧为清代习武园，故名“尚武门”。

## 地理位置
现城门内为西北三路，城门外为工农路。